# Verde de Scheele
El llamado verde de Scheele se trata de un pigmento inorgánico, mezcla de diferentes sustancias con cobre y arsénico, de origen sintético, creado en 1775 por el químico sueco Carl Wilhelm Scheele. Se obtiene en un proceso en dos etapas: primero se hace reaccionar una disolución caliente de carbonato de sodio en agua con óxido arsenioso, y el producto obtenido (arsenito sódico) se añada a una disolución de sulfato de cobre obteniendo un precipitado de arsenito ácido de cobre mezclado con otros arsenitos.

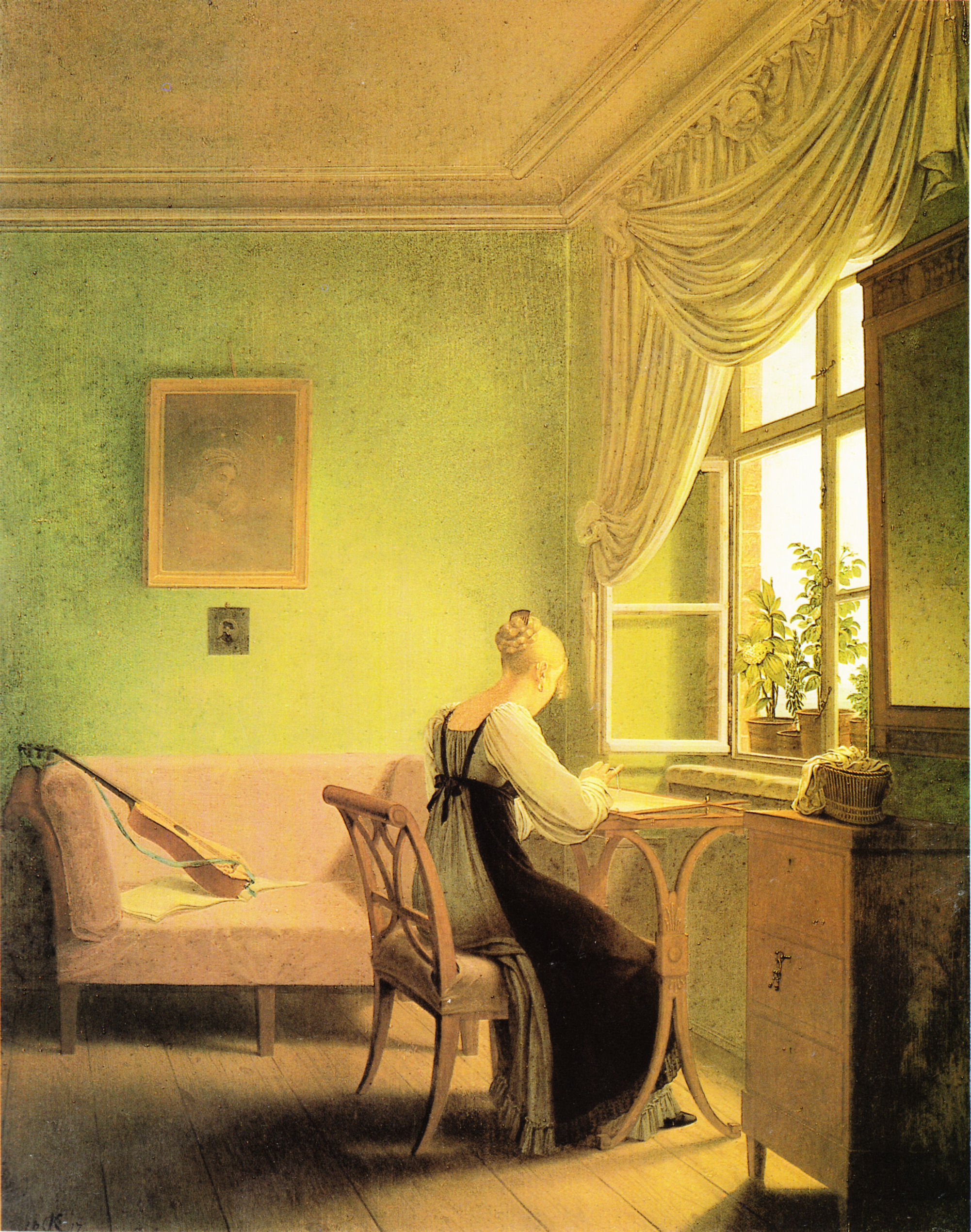
La bordadora, Georg Friedrich Kersting; 1817. Obsérvese el papel pintado verde de la pared.

## Empleo
El verde de Scheele es semejante al verde de Scheinfurt o verde de París, también derivados arsenicales. Ambos se utilizaron extensamente como pigmentos para papeles pintados, velas y tejidos, desde su invención hasta la década de 1860. Presentaba el problema de que se oscurecía en presencia de anhidrido sulfuroso, y sobre todo su gran toxicidad, tanto por contacto como  por los gases (arsina, AsH3, trimetilarsina) que podían desprenderse por la acción de mohos en caso de que los papeles pintados se alteraran en paredes húmedas.